# Lirimiris chimaera
Lirimiris chimaera är en fjärilsart som beskrevs av Rothschild 1917. Lirimiris chimaera ingår i släktet Lirimiris och familjen tandspinnare. Inga underarter finns listade i Catalogue of Life.